# Municipio de Eckelson
El municipio de Eckelson (en inglés, Eckelson Township) es un municipio del condado de Barnes, Dakota del Norte, Estados Unidos. Tiene una población estimada, a mediados de 2021, de 101 habitantes.

## Geografía
Está ubicado en las coordenadas 46°56′36″N 98°22′52″O / 46.94333, -98.38111. Según la Oficina del Censo de los Estados Unidos, tiene una superficie total de 94.07 km², de la cual 90.50 km² corresponden a tierra firme y 3.57 km² están cubiertos de agua.

## Demografía
Según el censo de 2020, en ese momento había 105 personas residiendo en la zona. La densidad de población era de 1.16 hab./km². El 98.10 % de los habitantes eran blancos y el 1.90 % eran de una mezcla de razas. No había hispanos o latinos viviendo en la región.